# Robert Dahlander
Robert Dahlander (Göteborg, 8 juni 1870 – Stockholm, 18 oktober 1935) was een Zweeds elektrotechnisch ingenieur. Hij is de bedenker en naamgever van de Dahlandermotor, een in de aandrijftechniek toegepaste elektrotechnische schakeling voor draaistroommotoren.

## Biografie
Dahlander was de zoon van de Zweedse natuurkundige Gustaf Robert Dahlander (1834-1903). Hij studeerde tot 1890 natuurkunde aan de Koninklijke Technische Hogeschool in Stockholm en werkte vanaf 1893 bij het Zweedse elektrotechnische concern Allmänna Svenska Elektriska Aktiebolaget (ASEA).
In 1897 ontwikkelde hij de Dahlanderschakeling waar hij een Duits Rijkspatent op verkreeg. Met behulp van poolomschakeling kon hij hiermee bij asynchrone draaistroommotoren op eenvoudige wijze de draaisnelheid halveren.
Onder zijn leiding werd bij het staatsbedrijf Statens Järnvägar van 1905 tot 1907 op de spoortrajecten Tomtebode-Värtan (6 km) en Stockholm-Järfva (7 km) testen uitgevoerd met elektrische aangedreven treinen met eenfase-wisselstroom. Hierbij werd gedetailleerde onderzoeken naar alle onderdelen gedaan, zowel van de treinen en de energievoorziening als ook de bedrijfskosten en de financierbaarheid. Dahlander formuleerde daaruit het inzicht dat voor een spoorwegbedrijf een "eenvoudige en goedkope bedrijfsvoering als hierbij eenfase-wisselstroom in de nabije toekomst gebruikt kan worden".
In 1908 werd hij directeur van het gas- en elektriciteitsbedrijf in Stockholm.